# Шин-Бядл
Шин-Бядл (калм. Шин Бәәдл, Новая Жизнь) — посёлок в Городовиковском районе Калмыкии, в составе Южненского сельского муниципального образования.

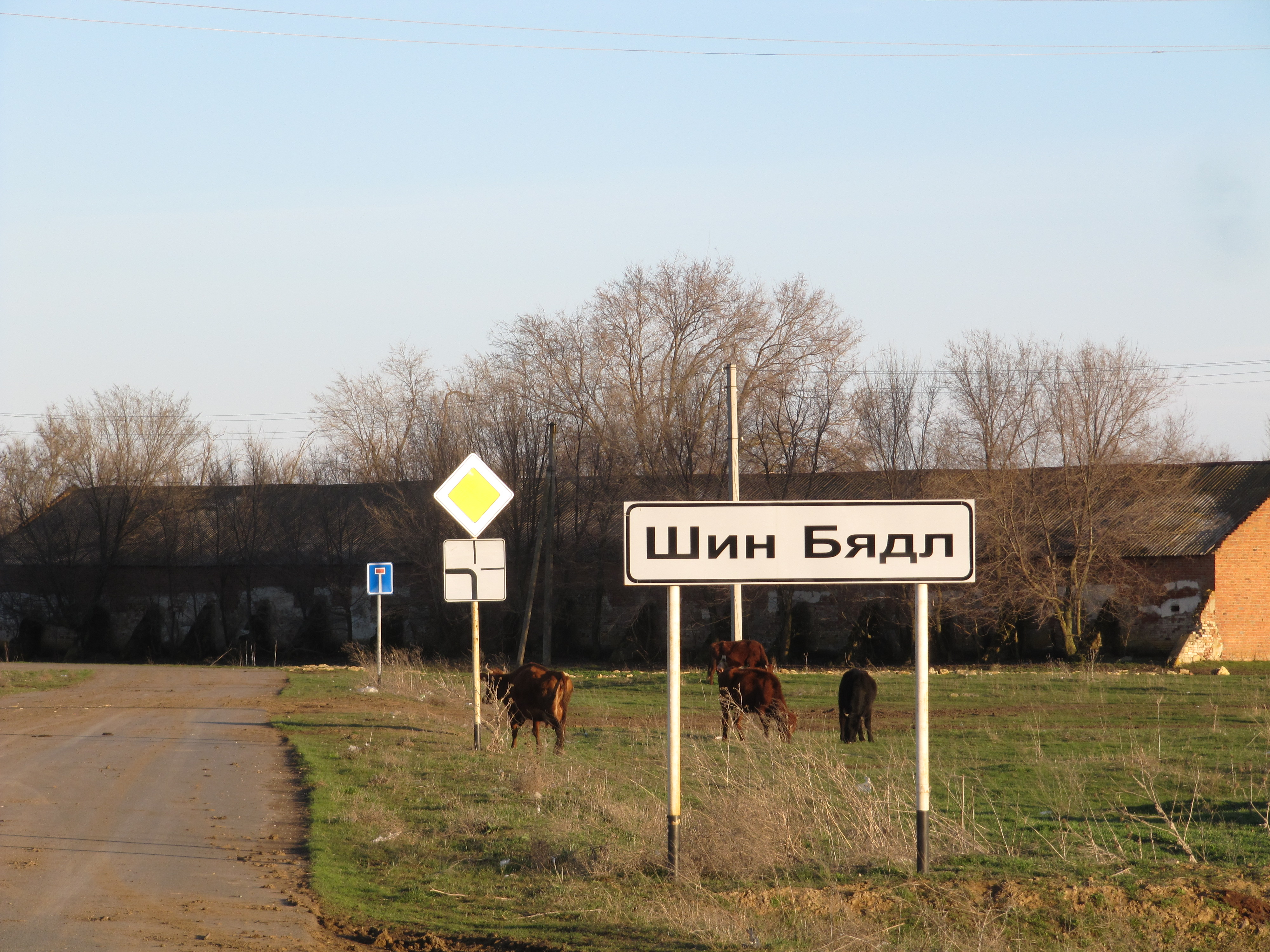

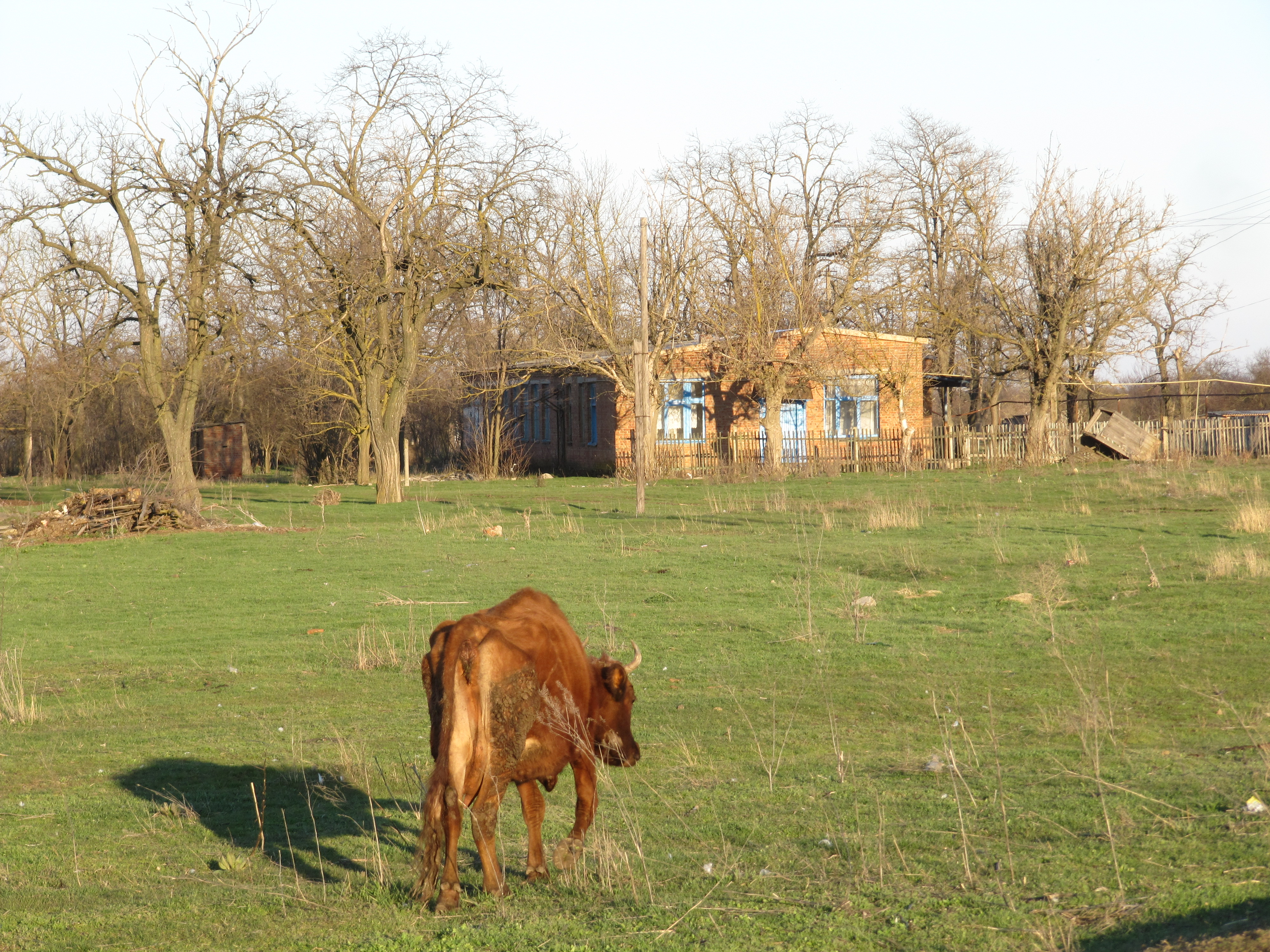

Население — 182 человек (2010)

## История
Дата основания не установлена. На карте РККА 1941 года на месте посёлка обозначен совхоз № 112.
Летом 1942 года Шин-Бядл, как и другие населённые пункты улуса, была оккупирована немецко-фашистскими захватчиками. Освобожден в январе 1943 года.
28 декабря 1943 года калмыцкое население было депортировано, посёлок, как и другие населённые пункты Западного улуса Калмыцкой АССР, был передан Ростовской области. В августе 1949 года посёлок Шимбядл (так в источнике) Абганеровского сельсовета был переименован в село Новая Жизнь, в марте 1952 года включено в состав Цветновского сельсовета.
Калмыцкое население стало возвращаться после отмены ограничений по передвижению в 1956 году. Посёлок возвращён вновь образованной Калмыцкой автономной области в 1957 году.
Название Шин-Бядл было возвращено после восстановления калмыцкой автономии.

## Физико-географическая характеристика
Посёлок расположен на юго-востоке Городовиковского района, в пределах Ставропольской возвышенности. Средняя высота над уровнем моря — 117 м. Рельеф местности равнинный. Посёлок огибает Ростовский распределительный канал. К востоку от посёлка берёт начало балка Шуста.
По автомобильной дороге расстояние до столицы Калмыкии города Элиста составляет 220 км, до районного центра города Городовиковск — 22 км, до административного центра сельского поселения посёлка Южный — 17 км. Ближайший населённый пункт — посёлок Амур-Санан, расположенный в 7 км к северу от посёлка. К посёлку имеется подъезд с твёрдым покрытием (1,5 км) от автодороги Городовиковск — Тахта (асфальтирован в 2012 году).
Согласно классификации климатов Кёппена-Гейгера посёлок находится в зоне континентального климата с относительно холодной зимой и жарким летом (Dfa). В окрестностях посёлка распространены чернозёмы маломощные малогумусные и темнокаштановые почвы различного гранулометрического состава.
Часовой пояс
Шин-Бядл, как и вся Республика Калмыкия, находится в часовой зоне МСК (московское время). Смещение применяемого времени относительно UTC составляет +3:00.

## Население
| 2002 | 2010 |
| ---- | ---- |
| 225  | ↘182 |

Национальный состав
Согласно результатам переписи 2002 года большинство населения посёлка составляли калмыки (75 %)

## Социальная инфраструктура
Учреждения культуры отсутствуют: ближайшие клуб и библиотека расположены в посёлке Амур-Санан. Медицинское обслуживание жителей села обеспечивают врачебная амбулатория в посёлке Южный и Городовиковская центральная районная больница. Ближайшее отделение скорой медицинской помощи расположено в Городовиковске. В посёлке действует начальная школа (филиал Южной средней школы). Среднее образование жители села получают в Амур-Санановской основной общеобразовательной школе и Южной средней общеобразовательной школе, расположенной в посёлке Южный
Посёлок газифицирован, имеется централизованное водоснабжение. Централизованное водоотведение на территории посёлка отсутствует. Водоотведение обеспечивается за счёт использования выгребных ям.